# Werner Schmalenbach
Werner Schmalenbach (* 13. September 1920 in Göttingen; † 6. Juli 2010 in Düsseldorf) war ein deutsch-schweizerischer Kunsthistoriker und Kurator.

## Leben und Werk
Schmalenbach wurde als Sohn des Philosophen Herman Schmalenbach geboren. Als Zwölfjähriger zog er mit seinen Eltern nach Basel, wo sein Vater eine Professur erhalten hatte. Nach dem Besuch des Humanistischen Gymnasiums Basel studierte er Kunstgeschichte mit den Nebenfächern Archäologie und Ethnologie an der Universität Basel und promovierte bei Joseph Gantner mit der Arbeit Die Kunst der Primitiven als Anregungsquelle für die europäische Kunst bis 1900. Von 1945 bis 1955 war er neben seiner regen Tätigkeit als Kunst- und Filmpublizist am Gewerbemuseum Basel als Ausstellungskurator tätig. Schon 1943 hatte er dort mit Georg Schmidt und Peter Bächlin an der Ausstellung „Der Film – wirtschaftlich, gesellschaftlich, künstlerisch“ mitgewirkt; ein gleichnamiges Buch erschien 1947. 1946 nahm er die Schweizerische Staatsbürgerschaft an.
Von 1955 bis 1962 war er Direktor der Kestnergesellschaft in Hannover, wo er zahlreiche Ausstellungen über damals zeitgenössische Künstler durchführte, z. B. Kurt Schwitters, Julius Bissier, Antoni Tàpies, Emil Schumacher und Bruno Goller sowie diverse Vertreter der École de Paris wie Maria Helena Vieira da Silva, Jean Dubuffet, Nicolas de Staël, Hans Hartung und Pierre Soulages. Werner Schmalenbach war 1959 und 1964 Mitglied des Arbeitsausschusses der documenta II und III in Kassel. 1968 trat er „aus Gründen der künstlerischen Überzeugung“ aus. Als Kommissar der Biennale Venedig zeigte er 1960 Kurt Schwitters in der internationalen Sektion. 1961, 1963 und 1965 war er außerdem Kommissar der Biennale von São Paulo. Ferner war er in internationalen Jurys wie zum Beispiel Graphik-Biennale Ljubljana, Graphik-Biennale Tokio, Biennale de Paris, ROSC Dublin, später Praemium Imperiale vertreten.
Von 1962 bis zu seiner Pensionierung 1990 war er erster Direktor der neu gegründeten Kunstsammlung Nordrhein-Westfalen in Düsseldorf. In dieser Zeit trug er dort eine der wichtigsten Sammlungen zur Malerei des 20. Jahrhunderts zusammen, unter anderem mit Werken von Pablo Picasso, Henri Matisse, Georges Braque, Amedeo Modigliani, Fernand Léger, Max Ernst, Joan Miró, Lyonel Feininger, Max Beckmann, Marc Chagall, Paul Klee, René Magritte, Giorgio de Chirico, Jackson Pollock und Antoni Tàpies.
Schmalenbach lebte zuletzt in Meerbusch bei Düsseldorf. In einem Nachruf im Spiegel wurde Schmalenbach als „legendärer Kunsthistoriker“ bezeichnet.
Ein Porträt von Werner Schmalenbach liefert der Film Mit Distanz und Engagement. Porträt Werner Schmalenbach von Detlev F. Neufert (WDR). In der Reihe Energien/Synergien, herausgegeben von der Kunststiftung NRW, erschienen 2011 die Gesprächsaufzeichnungen mit Eduard Beaucamp im Verlag Walther König. 2011 erschienen außerdem im Verlag Walther König sechs Reden auf zwei CDs „Werner Schmalenbach spricht über Bissier, Goller, Kirchner, Schumacher, Schwitters und Tàpies“, hrsg. von Anna Schlüter.
Schmalenbach trug auch zu der Fernsehserie 1000 Meisterwerke bei: Er verfasste Beiträge zu Gemälden von George Grosz und Kurt Schwitters. Diese Texte wurden auch in den Begleitbüchern der Serie abgedruckt, werden sporadisch auf 3sat, ZDFkultur und Planet wiederholt und sind heute auf den DVD-Veröffentlichungen verfügbar (siehe 1000 Meisterwerke#Literatur).
Im Jahr 2016 veröffentlichte der Kölner Kunstpsychologe und Psychotherapeut Ralf Debus eine Einführung in die Gestaltpsychologie der Kunstbetrachtung. Dabei nahm er die Werkbeschreibungen Schmalenbachs zur Grundlage, die dieser in den Gesprächen mit Susanne Henle entwickelt hatte.

## Schriften (Auswahl)
- Die Kunst Afrikas. Holbein Verlag, Basel 1953.
- Jean-Paul Riopelle, Kestner-Gesellschaft, Hannover 1958.
- Julius Bissier, Kestner-Gesellschaft, Hannover 1958.
- Alfred Manessier, Kestner-Gesellschaft, Hannover 1958.
- Etienne Hajdu, Kestner-Gesellschaft Hannover, Hannover 1961.
- Julius Bissier. Verlag Gerd Hatje, Stuttgart 1963.
- Kurt Schwitters. Verlag DuMont Schauberg, Köln 1974.
- Antoni Tàpies – Zeichen und Strukturen. Propyläen Verlag, Berlin 1974.
- Fernand Léger. DuMont, Köln 1977.
- Eduardo Chillida – Zeichnungen. Propyläen Verlag, Berlin 1977.
- Emil Schumacher. DuMont, Köln 1981.
- Joan Miró – Zeichnungen aus den späten Jahren. Propyläen Verlag, Berlin 1982.
- Bilder des zwanzigsten Jahrhunderts. Prestel Verlag, München 1986.
- Amedeo Modigliani – Malerei – Zeichnungen – Skulpturen. Prestel Verlag, München 1990.
- Die Lust auf das Bild – Ein Leben mit der Kunst. Siedler Verlag, Berlin 1996.
- Kunst! Reden, Schreiben, Streiten. DuMont Buchverlag, Köln 2000.
- Kleiner Galopp durch die Kunstgeschichte. DuMont Literatur- und Kunst Verlag, Köln 2001.
- Über die Liebe zur Kunst und die Wahrheit der Bilder. (Gespräche mit Susanne Henle) Hatje Cantz, Ostfildern-Ruit 2004, ISBN 3-7757-1463-4.